# Karl von Pflanzer-Baltin

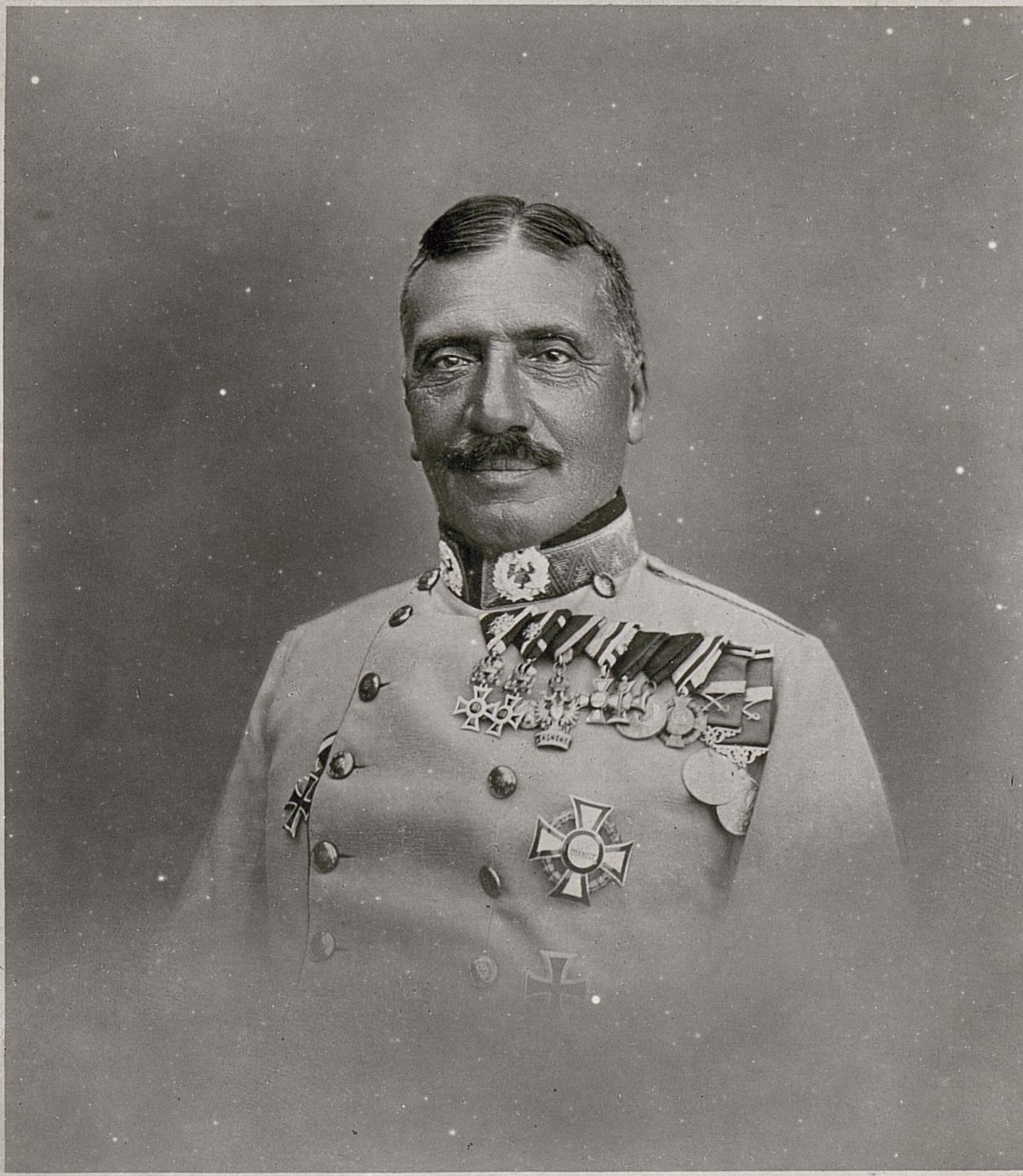
Karl von Pflanzer-Baltin

Karl Pflanzer, ab 1893 Edler von Pflanzer, ab 1898 Freiherr von Pflanzer-Baltin (* 1. Juni 1855 in Pécs, Ungarn; † 8. April 1925 in Wien) war Generaloberst der österreichisch-ungarischen k.u.k. Armee.

## Familie
Er war der Sohn des späteren Generalauditors Wilhelm Pflanzer, der im Jahr 1893 als Edler von in den erblichen Adelsstand erhoben wurde. Sein kinderloser Onkel war der pensionierte Hauptmann Josef Freiherr von Baltin. Dieser erreichte es, dass sein Adelstitel und das Wappen auf seinen Neffen übertragen wurden und so nannte sich dieser seit 1898 Karl Freiherr von Pflanzer-Baltin.
Er heiratete Hedwig Feger de Mercyfalva et Temes-Zsadany, mit der er zwei Söhne hatte: Arthur von Pflanzer-Baltin (* 23. Mai 1888; † 12. April 1963) und Erwin von Pflanzer Baltin (1893–1915). Beide waren Kavallerieoffiziere. Arthur hatte keine Nachkommen und Erwin fiel im Ersten Weltkrieg.

## Leben
Pflanzer-Baltin besuchte nach der Unterrealschule die Kadettenschulen in Marburg und Eisenstadt und von 1867 bis 1871 die Theresianische Militärakademie in Wiener Neustadt. Die späteren Generale Karl Graf Kirchbach und Arthur Giesl von Gieslingen waren seine Jahrgangskameraden. Am 1. September 1875 wurde er beim Dragonerregiment Nr. 1 zum Leutnant befördert. 1877 bis 1878 besuchte er die Brigadeoffiziersschule in Pardubitz und von 1878 bis 1880 die Kriegsschule (Generalstabsausbildung) in Wien. Nacheinander wurde er im Jahr 1880 Oberleutnant, 1884 Hauptmann und 1891 zum Major befördert. Nach verschiedenen Stabsverwendungen wurde er zur Truppenverwendung zum Ulanenregiment Nr. 2 versetzt und am 1. Mai 1894 zum Oberstleutnant ernannt. Danach war er Lehrer an der Kriegsschule. Am 1. Mai 1897 wurde er zum Oberst befördert und zum Generalstabschef des XI. Korps ernannt. Am 1. Mai 1903 wurde er Generalmajor und Kommandant der 32. Infanteriebrigade in Hermannstadt. 1905 übernahm er das Kommando über die 31. Infanterie-Brigade in Kronstadt. Am 30. Oktober 1907 wurde er zum Feldmarschallleutnant befördert und zum Kommandanten der 4. Infanteriedivision in Brünn ernannt. Er war dann noch Generalinspektor der Korpsoffiziersschulen und seine militärische Karriere schien unspektakulär in den Ruhestand überzugehen.
Mit Ausbruch des Ersten Weltkrieges wurde seine Pensionierung jedoch aufgeschoben, er wurde mit der Führung der am Dnjestr stehenden Armeegruppe Pflanzer-Baltin betraut und am 3. Oktober 1914 zum General der Kavallerie befördert. Mit seinem verstärkten großteils aus Landwehreinheiten bestehenden Armeekorps konnte er an der damals südlichsten Ostfront den russischen Vormarsch in der Bukowina stoppen und die Truppen des Generals Brussilow durch geschickte Operationen an der Landesgrenze standhalten. Dafür wurde ihm der Leopold-Orden 1. Klasse mit Kriegsdekoration verliehen. In der Februaroffensive von 1915 konnte er, mit deutscher Truppenverstärkung, das verlorene Czernowitz von den Russen zurückerobern und sich in weiterer Folge mit seinen Truppen geschickt einer operativen Umfassung durch die Dnjestrgruppe der russischen 8. Armee entziehen. Für seine militärischen Leistungen wurde ihm das Kommandeurskreuz des Maria-Theresien-Ordens verliehen. Während der Karpatenschlacht unterstützte er die k.u.k. 3. Armee durch starke Angriffe seiner Armeegruppe, die zeitweilig den Pruth erreichen konnte. Das Heranbringen russischer Reserven machte diese Erfolge aber wieder zunichte. Der neue Gegner, die russische 9. Armee unter General Letschizki stellte die alte Dnjestrlinie wieder her.
Nach der für die Mittelmächte erfolgreichen Schlacht von Gorlice-Tarnów führte seinerseits General Letschizki eine Gegenoffensive welche Pflanzers Truppen, seit 8. Mai als k.u.k. 7. Armee bezeichnet, bis Mitte Mai 1915 auf die Linie Nadwórna-Kolomea zurückdrängten. Infolge des Großen Rückzuges gingen die Russen aber im Sommer 1915 wieder auf das nördliche Dnjestrufer zurück. Der linke Flügel Pflanzer folgte der Bewegung, während der rechte in der alten Stellung verblieb. Im Oktober und November 1915 konnten Pflanzers Truppen Gegenangriffen der Russen wieder erfolgreich standhalten. 1915/16 wurde er zum Oberst des k.u.k. Infanterieregimentes Nr. 93 ernannt.

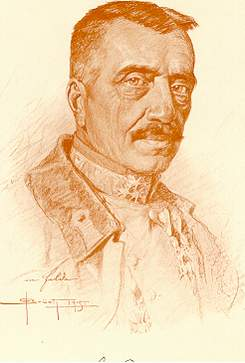
Karl von Pflanzer-Baltin als Generaloberst; Zeichnung von Oskar Brüch

Am 1. Mai 1916 wurde Pflanzer-Baltin zum Generaloberst befördert. In der so genannten Brussilow-Offensive musste er seine ersten Rückschläge einstecken. Die 7. Armee musste sich unter großen Verlusten zurückziehen und die Russen nahmen die östliche Bukowina samt Czernowitz wieder ein. Die deutschen und österreichisch-ungarischen Truppen hatten in der Folge mehrere schwere und verlustreiche Schlachten zu schlagen, um die Ostfront im Juli 1916 wieder zu stabilisieren. Gerüchte, dass unter Pflanzer-Baltin deutsche Truppen größere Verluste erleiden mussten als österreichisch-ungarische, führten zu ausgeprägten Querelen in beiden Heeresleitungen, denen der General schlussendlich geopfert wurde. Er trat im November 1916 „aus gesundheitlichen Gründen freiwillig“ in den Ruhestand.
Schon im März 1917 wurde der bei den Soldaten beliebte Truppenführer durch Kaiser Karl I. wieder reaktiviert. Er wurde zum Generalinspektor der Fußtruppen (Infanterieinspektor) und in weiterer Folge per 13. Juli 1918 zum Oberkommandierenden aller k.u.k. Truppen in Albanien, der Armeegruppe Albanien, ernannt. General Pflanzer-Baltin konnte eine französisch-italienische Offensive stoppen und setzte sogar zur Gegenoffensive an, welche die feindlichen Truppen nach Süden und Osten zurückdrängen konnte. Erst hohe durch Malaria verursachte Verluste stoppten seinen erfolgreichen Vormarsch. Nach dem Zusammenbruch von Bulgarien im September 1918 brach die gesamte Front in diesem Abschnitt zusammen. Pflanzer-Baltin konnte nur mehr einen geordneten Rückzug seiner Truppen auf die alte Landesgrenze bei Cattaro durchführen.
Nach dem Krieg trat er am 1. Dezember 1918 in den Ruhestand und starb am 8. April 1925 in Wien. Er wurde auf dem Hietzinger Friedhof mit allen militärischen Ehren bestattet.

## Ehrungen
in chronologischer Reihenfolge
- Österreichisches Militärverdienstkreuz
- Ritter III. Klasse des Ordens der Eisernen Krone
- Ritterkreuz des Leopold-Ordens
- General der Kavallerie ab Oktober 1912
- Leopold-Orden I. Klasse inkl. Geheimratswürde im Dezember 1914
- Kommandeurkreuz des Militär-Maria-Theresia-Ordens
- Großkreuz des Leopold-Ordens
- Ehrenzeichen für Verdienste um das Rote Kreuz
- Eisernes Kreuz II. und I. Klasse
- Militärverdienstkreuz I. Klasse im Jahre 1916
- Generaloberst ab 1916
- Große Militär-Verdienst-Medaille mit Schwertern (Signum Laudis)
- General-Inspekteur der Fußtruppen ab 1917
- Ottoman-Kriegsmedaille (Türkei)
- Oberbefehlshaber der k.u.k. österreichisch-ungarischen Fußtruppen in Albanien
- Großkreuz des St. Stephan-Ordens